# Giovanni Simeone
Pour les articles homonymes, voir Simeone.
Giovanni Simeone, surnommé « El Cholito », est un footballeur international argentin né le 5 juillet 1995  à Buenos Aires. Il évolue au poste d'avant-centre au Torino FC, en prêt du SSC Naples.
Il est le fils de Diego Simeone.

## Biographie

### En club

#### River Plate (2013-2016)
Giovanni Simeone commence sa carrière à River Plate. Avec cette équipe, il remporte le championnat d'Argentine en 2014 puis la Copa Sudamericana la même année. Pendant la Copa Sudamericana, il inscrit buts deux face à l'équipe paraguayenne du Club Libertad, lors des huitièmes de finale.

#### Banfield (2015-2016)
En 2015-2016, il est prêté à Banfield.

#### Genoa (2016-2017)
En été 2016, il est recruté par le club italien de Genoa. Il marque douze buts lors de sa première saison.

#### ACF Fiorentina (2017-2020)
Le 16 août 2017, il s'engage avec la Fiorentina pour cinq années pour 18 millions d'euros. Lors de sa première saison à Florence, il marque 14 buts dont un triplé face à Naples.

#### Cagliari (2019-2021)
Giovanni Simeone débarque à Cagliari en été 2019 après son passage à la Fiorentina. Le fils de Diego Simeone n'a pas souvent débuté les rencontres avec le  Cagliari, barré par la concurrence. Il joue un total de soixante-dix matchs pour dix-huit buts marqués.

#### Hellas Verona (2021-2022)
Le 26 août 2021, il est prêté avec obligation d'achat au Hellas Vérone.
Le 25 septembre 2021, Giovanni Simeone inscrit son premier but avec le Hellas Vérone lors de la sixième journée du championnat Italien face au Genoa.
Le 24 octobre 2021, Giovanni Simeone inscrit un quadruplé lors de la huitième journée du championnat italien face à la Lazio.

#### Napoli (depuis 2022)
Le 18 août 2022, il est prêté pour 3,5 millions d'euros au Napoli pour la saison 2022-2023. Le prêt est assorti d'une option d'achat de 12 M€. Elle est levée le 15 juin 2023.

### En équipe nationale
Avec la sélection argentine, il participe au Championnat des moins de 20 ans de la CONMEBOL en 2015 qui se déroule en Uruguay. Lors de la compétition, il inscrit quatre doublés : le premier face à l'Équateur, le deuxième face au Pérou, le troisième face à
la Bolivie, et enfin le dernier contre le Paraguay. La sélection argentine remporte la compétition. Giovanni inscrit un total de neuf buts, ce qui constitue un record, co-détenu avec Luciano Galletti. 
Il joue ensuite la Coupe du monde des moins de 20 ans 2015 organisée en Nouvelle-Zélande. Lors du mondial, il joue trois matchs : contre le Panama, le Ghana et enfin l'Autriche. Il inscrit un but face au Ghana lors de la phase de poules.
En août 2018, il reçoit sa première convocation en équipe nationale A, par le nouvel entraîneur de l'Argentine Lionel Scaloni. Pour son premier match avec l'équipe d'Argentine le 08/09/18, il marque son premier but contre le Guatemala (victoire 3-0). Il joue ensuite des matchs amicaux contre la Colombie (le 12/09), l'Irak (le 11/10 victoire 4-0), le Brésil (le 16/10 défaite 1-0, il rentre à la 88è).

## Statistiques
| Saison                | Club                   | Championnat           | Championnat | Championnat | Championnat | Coupe(s) nationale(s) | Coupe(s) nationale(s) | Coupe(s) nationale(s) | Supercoupe | Supercoupe | Supercoupe | Compétition(s) continentale(s) | Compétition(s) continentale(s) | Compétition(s) continentale(s) | Compétition(s) continentale(s) | Total | Total | Total |
| Saison                | Club                   | Division              | M.          | B.          | P.d.        | M.                    | B.                    | P.d.                  | M.         | B.         | P.d.       | Comp.                          | M.                             | B.                             | P.d.                           | M.    | B.    | P.d.  |
| 2013-2014             | River Plate            | Primera División      | 17          | 2           | 3           | 2                     | 0                     | 0                     | -          | -          | -          | -                              | -                              | -                              | -                              | 19    | 2     | 3     |
| 2014                  | River Plate            | Primera División      | 7           | 0           | 0           | -                     | -                     | -                     | -          | -          | -          | CS                             | 4                              | 2                              | 0                              | 11    | 2     | 0     |
| 2015                  | River Plate            | Primera División      | 3           | 0           | 1           | -                     | -                     | -                     | -          | -          | -          | -                              | -                              | -                              | -                              | 3     | 0     | 1     |
| Sous-total            | Sous-total             | Sous-total            | 27          | 2           | 1           | 2                     | 0                     | 0                     | -          | -          | -          | -                              | 4                              | 2                              | 0                              | 33    | 4     | 1     |
| 2015                  | CA Banfield (prêt)     | Primera División      | 18          | 7           | 0           | 1                     | 0                     | 0                     | -          | -          | -          | -                              | -                              | -                              | -                              | 19    | 7     | 0     |
| 2016                  | CA Banfield (prêt)     | Primera División      | 16          | 5           | 0           | 1                     | 0                     | 0                     | -          | -          | -          | -                              | -                              | -                              | -                              | 17    | 5     | 0     |
| Sous-total            | Sous-total             | Sous-total            | 34          | 12          | 0           | 2                     | 0                     | 0                     | -          | -          | -          | -                              | -                              | -                              | -                              | 36    | 12    | 0     |
| 2016-2017             | Genoa CFC              | Serie A               | 35          | 12          | 0           | 1                     | 1                     | 1                     | -          | -          | -          | -                              | -                              | -                              | -                              | 36    | 13    | 1     |
| 2017-2018             | Genoa CFC              | Serie A               | -           | -           | -           | 1                     | 1                     | 0                     | -          | -          | -          | -                              | -                              | -                              | -                              | 1     | 1     | 0     |
| Sous-total            | Sous-total             | Sous-total            | 35          | 12          | 0           | 2                     | 2                     | 1                     | -          | -          | -          | -                              | -                              | -                              | -                              | 37    | 14    | 1     |
| 2017-2018             | ACF Fiorentina         | Serie A               | 38          | 14          | 4           | 2                     | 0                     | 0                     | -          | -          | -          | -                              | -                              | -                              | -                              | 40    | 14    | 4     |
| 2018-2019             | ACF Fiorentina         | Serie A               | 36          | 6           | 3           | 4                     | 2                     | 1                     | -          | -          | -          | -                              | -                              | -                              | -                              | 40    | 8     | 4     |
| Sous-total            | Sous-total             | Sous-total            | 74          | 20          | 7           | 6                     | 2                     | 1                     | -          | -          | -          | -                              | -                              | -                              | -                              | 80    | 22    | 8     |
| 2019-2020             | Cagliari Calcio (prêt) | Serie A               | 37          | 12          | 4           | -                     | -                     | -                     | -          | -          | -          | -                              | -                              | -                              | -                              | 37    | 12    | 4     |
| 2020-2021             | Cagliari Calcio        | Serie A               | 33          | 6           | 2           | -                     | -                     | -                     | -          | -          | -          | -                              | -                              | -                              | -                              | 33    | 6     | 2     |
| Sous-total            | Sous-total             | Sous-total            | 70          | 18          | 6           | -                     | -                     | -                     | -          | -          | -          | -                              | -                              | -                              | -                              | 70    | 18    | 6     |
| 2021-2022             | Hellas Vérone (prêt)   | Serie A               | 35          | 17          | 3           | 1                     | 0                     | 0                     | -          | -          | -          | -                              | -                              | -                              | -                              | 36    | 17    | 3     |
| Sous-total            | Sous-total             | Sous-total            | 35          | 17          | 3           | 1                     | 0                     | 0                     | 0          | 0          | 0          | -                              | 0                              | 0                              | 0                              | 36    | 17    | 3     |
| 2022-2023             | SSC Naples (prêt)      | Serie A               | 25          | 4           | 1           | 1                     | 1                     | 0                     | -          | -          | -          | C1                             | 7                              | 4                              | 0                              | 33    | 9     | 1     |
| 2023-2024             | SSC Naples             | Serie A               | 28          | 1           | 0           | 1                     | 0                     | 0                     | 2          | 1          | 0          | C1                             | 6                              | 1                              | 0                              | 37    | 3     | 0     |
| 2024-2025             | SSC Naples             | Serie A               | 30          | 1           | 1           | 3                     | 1                     | 1                     | -          | -          | 0          | -                              | -                              | -                              | -                              | 33    | 2     | 2     |
| Sous-total            | Sous-total             | Sous-total            | 83          | 6           | 2           | 5                     | 2                     | 1                     | 2          | 1          | 0          | -                              | 13                             | 5                              | 0                              | 103   | 14    | 3     |
| Total sur la carrière | Total sur la carrière  | Total sur la carrière | 357         | 87          | 19          | 18                    | 5                     | 3                     | 2          | 1          | 0          | -                              | 17                             | 7                              | 0                              | 394   | 100   | 22    |

## Palmarès

### En club
River Plate
- Copa Sudamericana (1)
  - Vainqueur en 2014
- Championnat d'Argentine de football (1)
  - Champion en 2014

 SSC Napoli
- Championnat d'Italie de football (2)
  - Champion en 2023 et 2025
- Supercoupe d'Italie de football
  - Finaliste en 2023

### En sélection
- Vainqueur du Championnat des moins de 20 ans de la CONMEBOL en 2015

## Distinctions personnelles
- Meilleur buteur du Championnat des moins de 20 ans de la CONMEBOL en 2015 avec 9 buts